# Alof de Vignacourt
 Alof de Vignacourt/ Alof de Wignacourt (Flandes, 1547-Malta, 14 de septiembre de 1622) fue el 54.º  Gran maestre de la Orden de Malta, tío del también maestre Adriano de Vignacourt.
Por su gran mecenazgo Caravaggio le pintó un cuadro que se halla en el Museo de Louvre.